# Peridotite
Le peridotiti sono rocce ultrafemiche.

## Descrizione

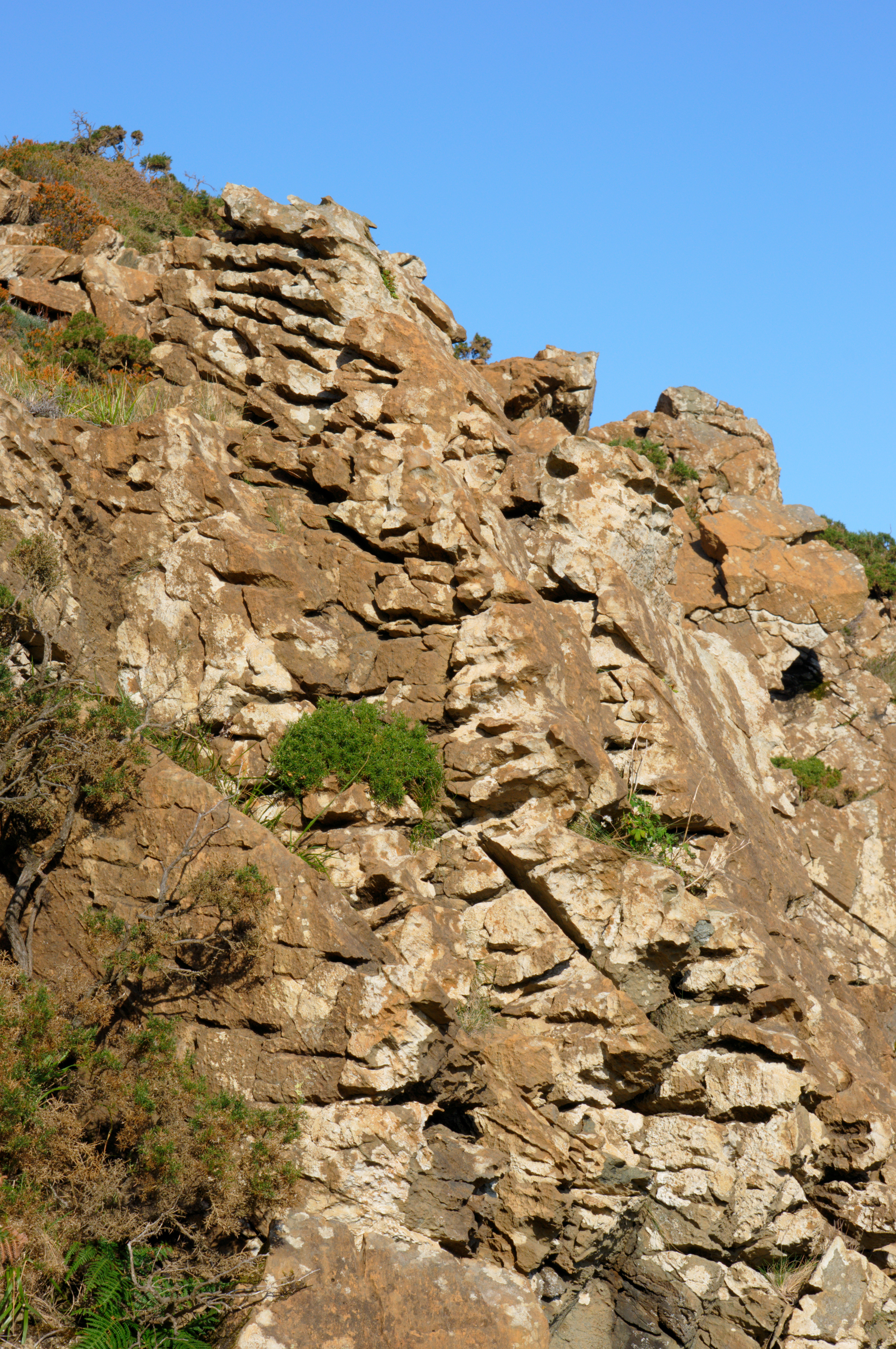
Affioramento di peridotiti Serra da Capelada, Spagna)

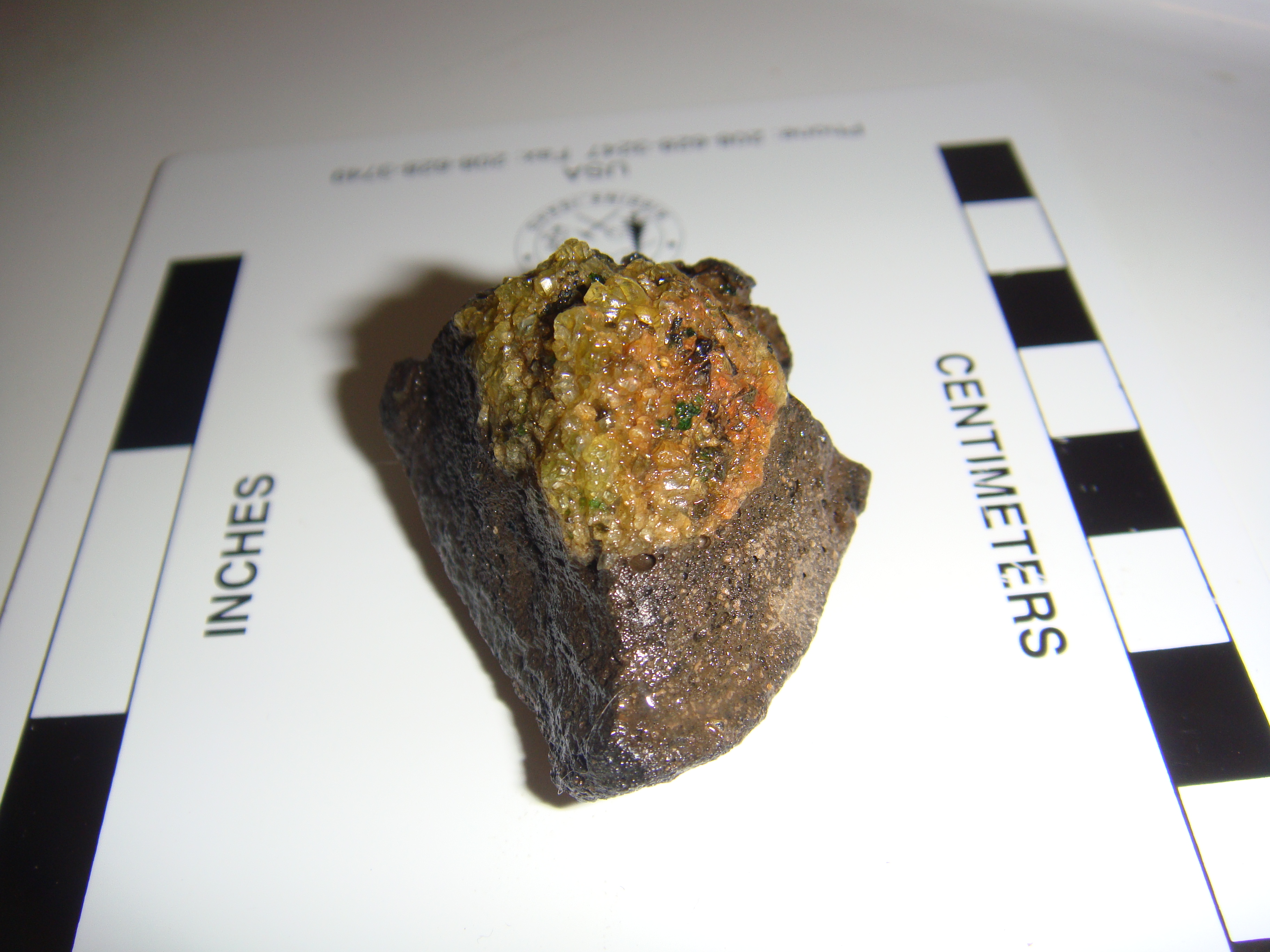
Campione di peridotite arrossata seguito di degradazione meteorica

Si tratta di rocce caratteristiche del mantello superiore, costituite essenzialmente da olivina (circa il 60% in volume), clinopirosseno (circa il 15%) e ortopirosseno (circa il 25%). Oltre a queste 3 fasi principali può essere presente una fase alluminifera (al massimo 5% in volume), variabile in base alla pressione; a bassa pressione (P< 1GPa) è presente plagioclasio, a pressioni intermedie (1GPa <P<2,5 GPa) uno spinello alluminifero con Fe e Cr, e ad alte pressioni (P> 2,5 GPa) un granato ricco di piropo.
La fusione parziale delle peridotiti produce un magma basaltico in corrispondenza delle dorsali oceaniche.
Non risulta particolarmente comune trovare peridotiti "fresche", ossia con i minerali inalterati; infatti il cambiamento progressivo delle condizioni al contorno (pressione e temperatura) e specialmente l'interazione con fluidi acquosi circolanti fa sì che buona parte della paragenesi metamorfizzi a dare clorite, serpentino, anfibolo ed altri minerali idrati e/o di alterazione. Il loro colore tipico varia tra il verde scuro e il nerastro.